# Vijfkeizerjaar

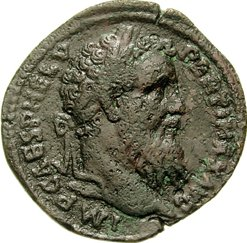
Pertinax

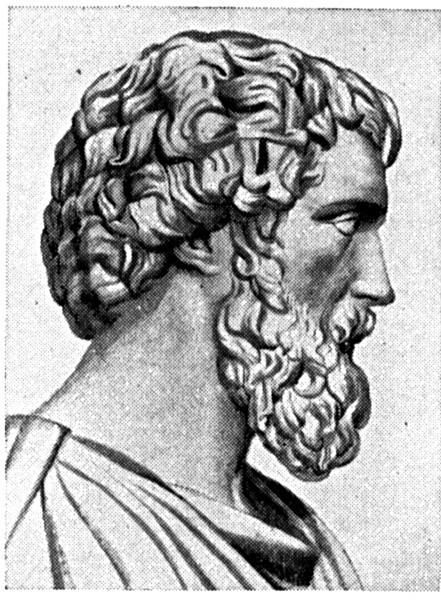
Didius Julianus

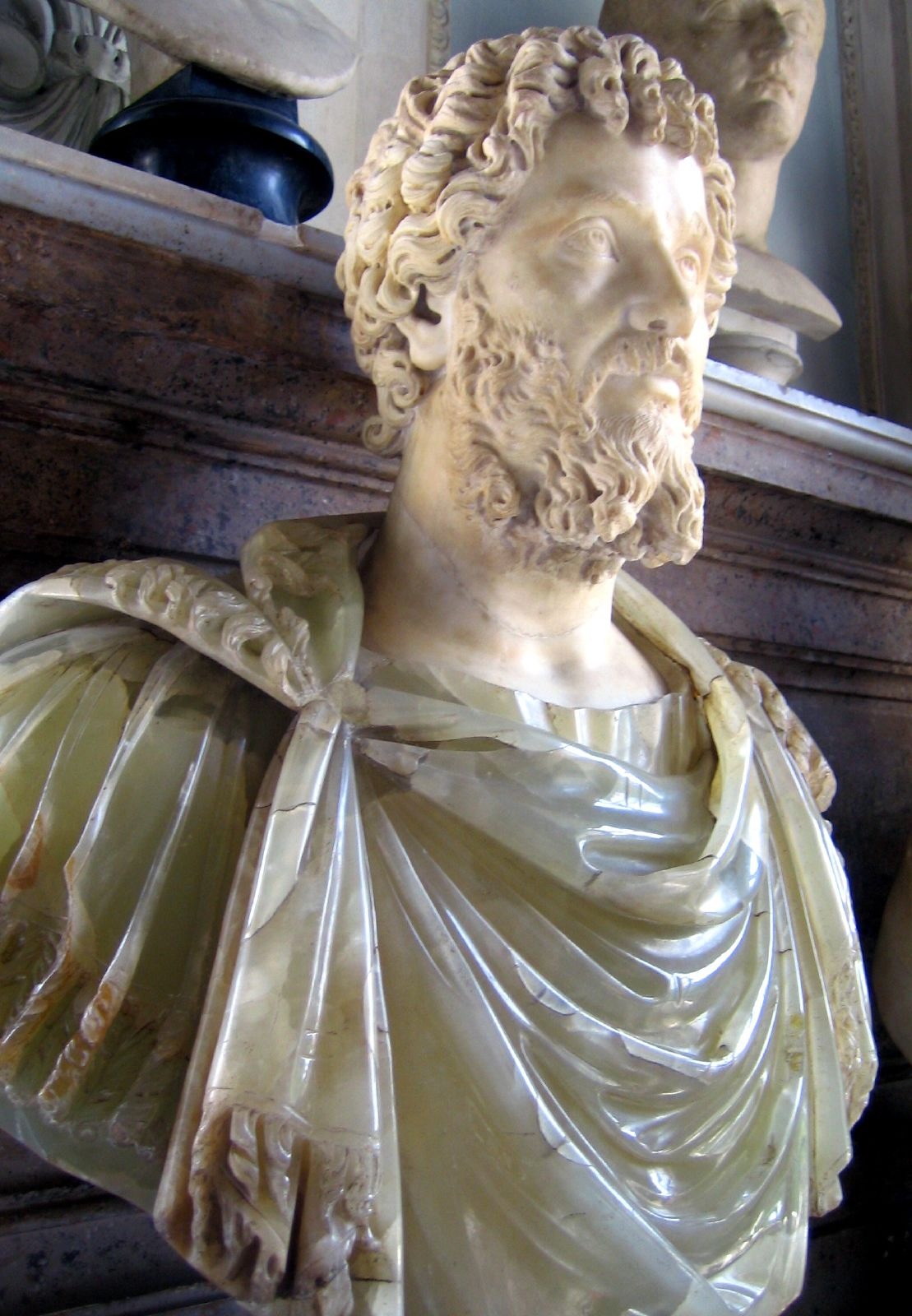
Septimius Severus

Het Vijfkeizerjaar of de Romeinse Burgeroorlog van 193-197 was een periode in de Romeinse geschiedenis waarin vijf personen de titel van Romeins keizer claimden. De burgeroorlog begon met de moord op Pertinax op 28 maart 193 en eindigde in een van de grootste veldslagen in de Romeinse geschiedenis.

## Keizers, keizerinnen en Caesars in deze periode
- Pertinax (oudejaarsavond-28 maart 193)
  - Caesar (zoon): Pertinax Junior (193)
  - Augusta (gemalin): Titiana (193)
- Didius Julianus (28 maart-2 juni 193)
  - Augusta (gemalin): Manlia Scantilla (193)
  - Augusta (dochter): Didia Clara (193)
- Septimius Severus 193-211
  - Augusta (gemalin): Julia Domna (193-217)
  - rivaal keizer: Pescennius Niger 193-194
  - Caesar ('bondgenoot'): Clodius Albinus 193-195
  - Caesar (zoon): Caracalla 195-198
  - rivaal keizer: Clodius Albinus 195-197

## Chronologie van de gebeurtenissen

### 31 december 192
Op oudejaarsavond 192 werd de alom gehate keizer Commodus door een complot van senatoren en naasten van Commodus om het leven gebracht. Diezelfde avond nog werd bekendgemaakt dat Pertinax tot keizer was benoemd. Het door en door corrupte regime van Commodus kon echter niet zo snel ongedaan worden gemaakt. Pertinax die met de beste bedoelingen aan het werk ging om de corruptie weer uit te bannen en de bezittingen rechtvaardiger te verdelen, beging de fout te snel te gaan.

### 3 januari 193
Reeds binnen enkele dagen probeerden sommigen een coup te plegen en een tweede mislukte coup volgde begin maart.

### Begin van de burgeroorlog
De pretoriaanse garde was ontevreden over de manier waarop de troonopvolging had plaatsgevonden. Zij bestormde op 28 maart 193 het paleis en vermoordde de 66 jaar oude keizer.
In Rome ontstond chaos en de senaat deed een beroep op de schoonvader van Pertinax, Flavius Sulpicianus om het keizerschap te aanvaarden en de pretoriaanse garde met geld voor zich te winnen. Een zeer rijke senator, Didius Julianus begon echter tegen Sulpicianus op te bieden, waarop de op geld beluste pretoriaanse garde de troon aan de hoogste bieder verkocht. Didius Julianus kocht diezelfde dag de troon voor het gigantische bedrag van 25.000 sestertii per man (dat overigens nooit in zijn geheel werd uitbetaald).
Het woedende Romeinse volk zond onmiddellijk een oproep naar de militaire commandanten in de provincies die trouw aan Pertinax waren, om Rome te bevrijden van de pretoriaanse garde en haar vazal en de dood van Pertinax te wreken.

### April 193
De walging die de gang van zaken in het hele Romeinse Rijk veroorzaakte was groot. Drie gouverneurs gaven onafhankelijk van elkaar gehoor aan de oproep van het volk van Rome en zij werden door hun legioenen tot keizer uitgeroepen: Septimius Severus, gouverneur van boven Pannonia (9 april); Clodius Albinus (gouverneur van Britannia) en Pescennius Niger (gouverneur van Syrië).

### 2 juni 193
Septimius Severus die het dichtst bij was, bereikte als eerste Rome, en versloeg na enige schermutselingen de pretoriaanse garde. Didius Julianus werd door hem afgezet en vervolgens onthoofd. De pretoriaanse garde had zich overgegeven en hun levens werden gespaard. Zij voldeden aan de voorwaarde de groep soldaten die Pertinax vermoord hadden uit te leveren en deze werden terechtgesteld.
Severus sloot vrede met Clodius Albinus door hem de titel Caesar aan te bieden, en zo kon hij zich concentreren op Pescennius Niger in het oosten.

### Lente 194
Na een bloedige strijd in Cilicia was Pescennius Niger verslagen en het gehele keizerrijk onder controle van Severus.

### Herfst 195
Severus gaf zijn oudste zoon de titel Caesar en de senaat verklaarde Albinus tot staatsvijand. Albinus ging naar Gallia en werd door de legioenen aldaar tot keizer uitgeroepen.

### Einde van de burgeroorlog
Het kwam op 19 februari 197 tot een treffen tussen de legioenen van Severus die naar slag bij Lugdunum waren opgetrokken. Daar werden Albinus' troepen verslagen in een van de grootste veldslagen uit de Romeinse geschiedenis. Albinus vluchtte en pleegde zelfmoord.